# Bolero (film, 1934)
Pour les articles homonymes, voir Boléro (homonymie).
Pour plus de détails, voir Fiche technique et Distribution.
Bolero est un film américain réalisé par Wesley Ruggles, sorti en 1934.

## Synopsis
Au début du 20e siècle, deux frères, Raoul et Mike De Baere sont mineurs de fond. Raoul n'a qu'un seul but dans la vie: devenir danseur. Grâce à l'argent économisé, son rêve se réalise. Mike devient son imprésario. Entendant se consacrer à son art, Raoul refuse toute compromission avec ses partenaires féminines. Un jour, à Paris, il rencontre Helen Hathaway, elle aussi danseuse dans l'âme, et monte un numéro avec cette dernière. Helen comprend vite que Raoul tente de la fuir, et décide d'épouser Lord Coray, un noble anglais. La première guerre mondiale éclate.

## Fiche technique
- Titre : Bolero
- Réalisation : Wesley Ruggles
- Scénario : Horace Jackson d'après une histoire de Kubec Glasmon, Ruth Ridenour et Carey Wilson (non crédités)
- Société de production : Paramount Pictures
- Photographie : Leo Tover
- Musique : Bernhard Kaun, John Leipold et Ralph Rainger
- Chorégraphie : LeRoy Prinz
- Montage : Hugh Bennett
- Pays d'origine : États-Unis
- Format : Noir et blanc
- Genre : Drame et film musical
- Durée : 85 minutes
- Date de sortie : 23 février 1934 (États-Unis) ; 1er juin 1934 (France)[1]

## Distribution
- George Raft : Raoul De Baere
- Carole Lombard (VF : Marie Francey) : Helen Hathaway
- Sally Rand : Annette
- Frances Drake : Leona
- William Frawley : Mike DeBaere
- Gertrude Michael : Lady D'Argon
- Ray Milland : Lord Robert Coray
- Gloria Shea : Lucy
- Ann Sheridan : Bit Part
- Dell Henderson (non crédité) : Manager du théâtre

## Autour du film
Film très librement basé sur la musique du Bolero de Maurice Ravel avec d'importantes coupures, dénoncées à la sortie du film en France par Émile Vuillermoz, proche du compositeur,.